# طبقي وقفي مجهور
طبقي وقفي مجهور (بالإنجليزية: Voiced velar plosive)، صامت طبقي وقفي مجهور مستخدم في أغلب اللغات المحكيّة، ولا يعتبر هذا الصامت كجزء من صوامت اللغة العربية الفصحى الحديثة و لكن أغلب المتحدثي بالعربية قادرون على لفظه لتواجده في لهجاتهم إما كلفظ لحرف القاف أو الجيم.
يرمز له بالأبجديّة الصوتيّة الدوليّة بالرمز (ɡ)، وبأبجدية مناهج تقييم الكلام الصوتية الموسعة بالرمز (g) كما هو في الأبجدية اللاتينية، أما في الأبجدية العربية فيقابله حروف عدة منها (ق) في أغلب لهجات الجزيرة العربية وجنوب العراق والسودان و صعيد مصر بالإضافة لبعض مناطق ودول المغرب العربي أو (ج) في مصر وفي جنوب الشام خاصه في الأردن ومنطقة الساحل الفلسطيني ومنطقة مرج بن عامر وقطاع غزه والخليل وغرب وجنوب اليمن وبعض مناطق عمان أو (ڨ) في تونس والجزائر أو (ڭ) في المغرب أو (گ) في الأبجدية الفارسية العربية وفي كثير من الأبجديات المشتقة منها مثل الأردية والأويغورية والكردية و سابقًا العثمانية كما يستخدم هذا الحرف أيضًا في العراق وبعض المناطق الأخرى.

## ملامح الصوت
الملامح المميزة لصامت اللهوي الوقفي المهموس:
1. مخرج الصوت وقفي، وهذا يعني أنّ الصوت يصدر عن طريق إيقاف تدفق الهواء في الحبال الصوتيّة.
2. صفة الصوت لهويّة، وهذا يعني أنّ الصوت ينطق بواسطة انحناء الجزء الخلفي من اللسان واقترابه من الحنك الرخو.
3. الصفة اللفظية مجهو، وهذا يعني أنّ الحبال الصوتيّة تهتز أثناء نطق الصوت.
4. صامت شفتاني، وهذا يعني أن الهواء يخرج من خلال الفم فقط.
5. صامت مركزي، وهذا يعني أن الصوت ينتج عن طريق تمرير الهواء على طول اللسان ووسطه، وليس من الجوانب.
6. تقنية تدفق الهواء رئويّة، وهذا يعني أنّ الصوت ينطق الحرف عن طريق دفع الهواء بواسطة الرئتين والحجاب الحاجز فقط، كمعظم الأصوات تقريباً.

## ظهور الصوت
| اللغة           | اللغة                 | الكلمة              | أصد                      | المعنى                           | ملاحظات                                                                                          |
| --------------- | --------------------- | ------------------- | ------------------------ | -------------------------------- | ------------------------------------------------------------------------------------------------ |
| عربية           | اللهجة المصرية        | رجل                 | [ˈɾˤɑ:ɡel]               | 'رجل'                            | في أغلب مصر                                                                                      |
| عربية           | اللهجة اليمنية        | جمل                 | [ɡɑmɑl]                  | 'جمل'                            | نطق الجيم في لهجات غرب (تهامة) و جنوب اليمن بما فيها لهجات عدن وتعز                              |
| عربية           | اللهجة اليمنية        | قال                 | [ɡɑ:l]                   | 'قال'                            | في لهجات الشمال (صنعاء) و حضرموت في الشرق أما في اللهجات الأخرى فتنطق القاف مهموسة كما في الفصحى |
| عربية           | اللهجه الجنوب شاميه]] | قلي                 | [gole                    |                                  |                                                                                                  |
| عربية           | اللهجة الحجازية       | قمر                 | [ɡamar]                  | 'قمر'                            |                                                                                                  |
| عربية           | اللهجة المغربية       | أݣادير              | /ʔagaːdiːr/              | 'أكادير (مدينة في المغرب)'       |                                                                                                  |
| اللهجة التونسية | ڨفصة                  | /gafsˤa/            | 'قفصة (مدينة في تونس)'   | يستخدم حرف ال(ڨ) في الجزائر أيضًا |                                                                                                  |
| أرمنية          | أرمنية                | գանձ                | [ɡɑndz] (مساعدة·معلومات) | 'كنز'                            |                                                                                                  |
| أذرية           | أذرية                 | qara                | [ɡɑɾɑ]                   | 'ظهر'                            |                                                                                                  |
| بنغالية         | بنغالية               | গান                  | [ɡan]                    | 'أغنية'                          |                                                                                                  |
| إنجليزية        | إنجليزية              | gaggle              | [ˈɡæɡɫ̩]                  | 'سرب'                            |                                                                                                  |
| جورجية          | جورجية                | გული                | [ˈɡuli]                  | 'ظهر'                            |                                                                                                  |
| ألمانية         | ألمانية               | Lüge                | [ˈly:ɡə]                 | 'كذب'                            |                                                                                                  |
| يونانية         | يونانية               | γκάρισμα / gkárisma | [ˈɡarizma]               | 'نهيق'                           |                                                                                                  |
| عبرية           | عبرية                 | גב                  | [ɡav]                    | 'ظهر'                            |                                                                                                  |
| لغة هندوستانية  | لغة هندوستانية        | गाना / گانا           | [ɡɑ:nɑ:]                 | 'أغنية'                          |                                                                                                  |
| إيطالية         | إيطالية               | gare                | [ˈɡare]                  | 'تنافسية'                        |                                                                                                  |
| يابانية         | يابانية               | がん•癌 / gan       | [ɡaɴ]                    | 'سرطان'                          |                                                                                                  |
| صومالية         | صومالية               | gaabi               | [ɡa:bi]                  | 'يقصر'                           |                                                                                                  |
| إسبانية         | إسبانية               | gato                | [ˈɡato̞]                  | 'قطة'                            |                                                                                                  |
| تركية           | تركية                 | salgın              | [säɫˈɡɯn]                | 'وباء'                           |                                                                                                  |
| أوكرانية        | أوكرانية              | ґанок               | [ˈɡɑ.n̪ɔk]                | 'خطوات'                          |                                                                                                  |